# 中華電影公司
中華電影股份有限公司（ちゅうかでんえいふんこゆうげんこうし）は、かつて中華民国・上海（現在の中華人民共和国・上海市）に存在した国策映画会社である。一般には中華電影公司（ちゅうかでんえいこうし）と呼ばれ、中華電影（ちゅうかでんえい）、華影（かえい）と略す。1939年（昭和14年）設立、1943年（昭和18年）からは合併して中華聯合電影公司（ちゅうかれんごうでんえいこうし）。

## 略歴・概要
1939年（昭和14年）6月27日、上海に設立される。汪兆銘政権が50％、満洲映画協会が25％、残りの25％は日本の民間映画会社による投資組合が出資した。董事長（代表）は褚民誼、副董事長として日本から送り込まれたのは東和商事（現在の東宝東和）の川喜多長政であった。川喜多は経営の実権を持ち、当初は既成の上海映画に勝る製作ができるわけがないとして、配給事業に徹するつもりであったという。
東宝映画東京撮影所との提携製作による伏水修監督の『支那の夜』（1940年）、大村英之助の芸術映画社との提携製作による石本統吉・亀田利喜夫・八名正監督の『珠江』（1942年）、中国聯合影業公司との合作による卜万蒼監督の『木蘭従軍』（1942年）が劇映画の代表作とされる。
1943年（昭和18年）5月、中国聯合影業公司等と合併して中華聯合電影公司（ちゅうかれんごうでんえいこうし）となる。
1945年（昭和20年）の終戦とともに消滅した。
現在は、同社の撮影所は、上海戯劇学院が「新実験空間」として使用している。

## フィルモグラフィ（日本公開作品）
- 『支那の夜 前篇』 : 監督伏水修、製作東宝映画東京撮影所/中華電影、1940年6月5日公開
- 『支那の夜 後篇』 : 監督伏水修、製作東宝映画東京撮影所/中華電影、1940年6月15日公開
- 『上海の月』 : 監督成瀬巳喜男、製作東宝映画東京撮影所/中華電影、1941年7月1日公開
- 『珠江』 : 監督石本統吉・亀田利喜夫・八名正、製作芸術映画社/中華電影、配給日本映画社、ドキュメンタリー映画、1942年2月14日公開
- 『戦ふ兵団』 : 監修支那派遣軍報道部、製作中華電影/日本映画社、配給日本映画社、ドキュメンタリー映画、1942年3月4日公開
- 『潰滅する重慶陣営』 : 監修支那派遣軍報道部、製作日本映画社/中華電影、配給映画配給社、ドキュメンタリー映画、1942年7月9日公開
- 『木蘭従軍（英語版）』 : 監督卜万蒼（英語版）、製作中国聯合影業公司華成製片厰/東和商事中華電影支社、1942年7月23日公開
- 『大陸新戦場 浙贛作戦の記録』 : 監修陸軍省報道部、製作日本映画社/中華電影、ドキュメンタリー映画、1943年7月1日公開
- 『万世流芳（英語版）』 : 監督張善琨・朱石麟（英語版）・馬徐維邦（英語版）・楊小仲・卜万蒼（英語版）、製作満洲映画協会/中華電影、配給映画配給社、1944年8月10日公開
- 『在支米空軍撃滅の記録』 : 監督桑野茂・斉藤久、製作日本映画社/中華電影、ドキュメンタリー映画、1944年8月17日公開
- 『狼火は上海に揚る 春江遺恨』 : 監督稲垣浩、製作大映/中華電影、配給映画配給社、1944年12月28日公開

## おもな経営者・社員
- 褚民誼 - 董事長（汪兆銘政権）
- 川喜多長政 - 副董事長（東和商事出身）
- 松崎啓次 - 製作部長（東宝映画出身）

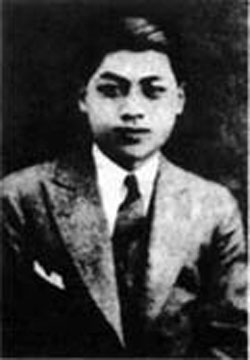
製作部次長劉吶鴎は文学者であったが、1940年9月3日、抗日分子に暗殺された。

- 劉吶鴎（中国語版） - 製作部次長（台湾出身）、1940年9月3日暗殺
- 中川信夫 - 監督
- 秘田余四郎 - 字幕翻訳
- 筈見恒夫 [1]
- 清水晶
- 野口久光 - （東和商事出身）
- 不破祐俊 - 内務省情報局元課長。映画法策定者